# Leie (Viljandi)
Leie est un village de la Commune de Kolga-Jaani du comté de Viljandi en Estonie.
Au 31 décembre 2011, il compte 173 habitants.